# 외젠앙리 그라블로트
외젠앙리 그라블로트(프랑스어: Eugène-Henri Gravelotte, 1876년 2월 6일 ~ 1939년 8월 28일)는 프랑스의 펜싱 선수이다. 그는 아테네에서 열린 첫 근대 올림픽의 펜싱 플뢰레 종목에서 금메달을 따서 이 종목 최초의 금메달리스트가 되었다.
그라블로트는 예선전에서 그리스의 아타나시오스 부로스, 콘스탄티노스 콤니노스 밀리오티스, 게오르기오스 발라카키스를 차례로 이기고 무패로 결승에 진출했다. 결승전에서는 다른 조에서 올라온 앙리 칼로를 3-2로 꺾고 우승을 차지했다.